# Cleveland Cavaliers
Cleveland Cavaliers este o echipă de baschet din orașul Cleveland, Ohio. Au început să joace în National Basketball Association (NBA) în 1970 și au câștigat primul titlu în Conferința de Est în 2007. A devenit în premieră campioană în NBA în 2016 când a învins în finală pe Golden State Warriors, deși cei din urmă conduseseră cu 3-1 după primele patru meciuri.